# Matsudaira Tadayoshi
Matsudaira Tadayoshi (松平忠吉?), también conocido como Tokugawa Tadayoshi, (1580- 1607) fue un samurái, del período Azuchi-Momoyama y comienzos del periodo Edo de la historia de Japón. Fue el cuarto hijo de Tokugawa Ieyasu.

## Biografía
Tadayoshi fue adoptado primeramente por Matsudaira Ietada y en el año de 1592 recibió el feudo del Castillo Oshi valuado en cien mil kokus. Participó durante la batalla de Sekigahara apoyando a su padre contra las tropas de Ishida Mitsunari. en dicho conflicto combatió contra las fuerzas de Shimazu Yoshihiro. 
Posterior a la batalla fue transferido al feudo de Kiyosu (valuado en doscientos cuarenta mil koku).
Falleció en 1607.